# 紅衛兵
紅衛兵（こうえいへい）は、中華人民共和国の文化大革命時期に毛沢東によって動員された全国的な学生運動を行った組織･人々。学生が主体であるが、広義には工場労働者を含めた大衆運動と同じ意味で使われることもある。紅衛兵の動きは、1966年の北京の「赤い八月」の最中とその後に最高潮に達した。

## 概要

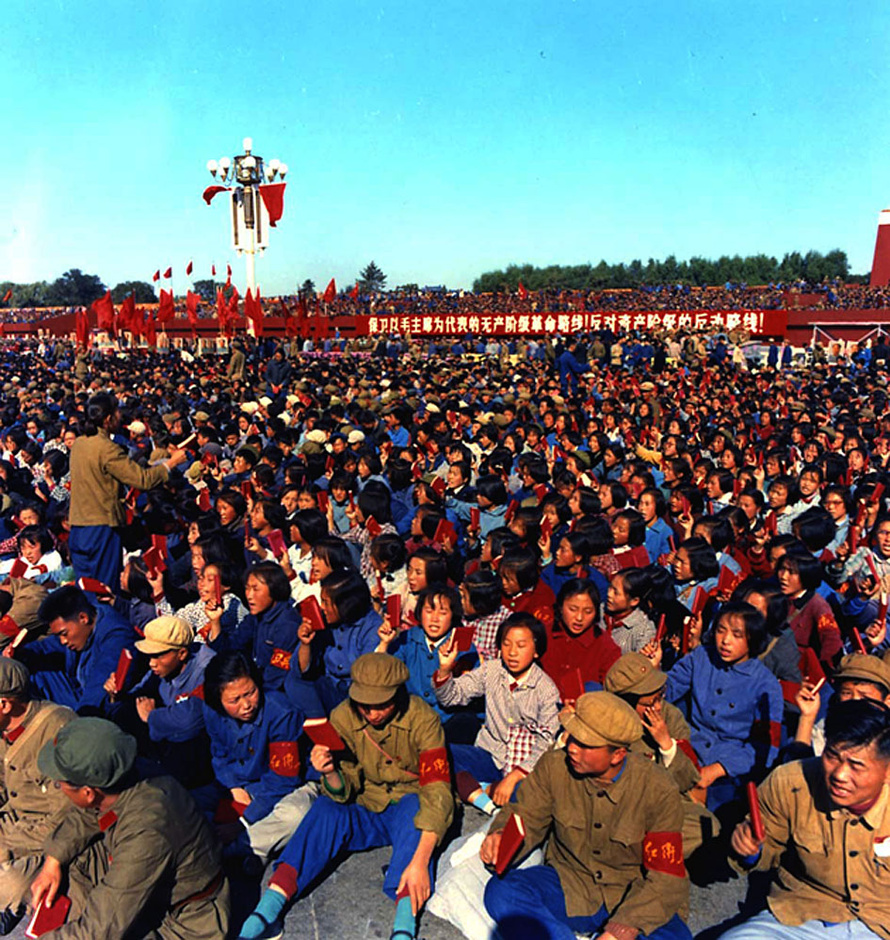
天安門広場に集まる紅衛兵（1966年）

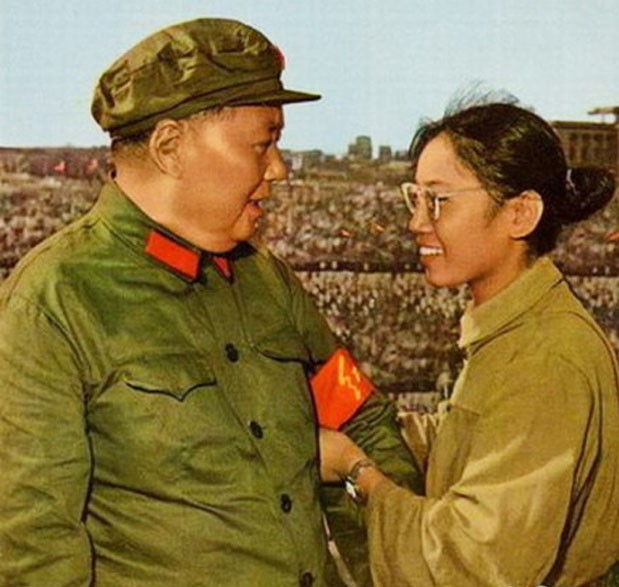
毛沢東の左腕に「紅衛兵」と書かれた腕章を巻く宋彬彬。（1966年）

紅衛兵は、1966年から1968年にかけて実権派打倒に猛威を振るい、文化大革命期間中に出た死亡者、行方不明者（数百万人とも数千万人ともいわれる）の一部の虐殺に加担したとも言われている。
また、当時は中華人民共和国の成立に貢献した政治家や知識人も弾圧を受けた。その1人である彭徳懐も逮捕されて拷問を受け、それが原因で死亡している。
毛沢東にとって権力闘争に利用する価値を失った紅衛兵は下放と中国人民解放軍の弾圧によって最終的に消滅した。

## 歴史
1950年代の人民公社政策や大躍進運動の失敗によって実権を失っていた毛沢東は1965年から実権派に対する奪権を目指し、文化大革命を計画。1966年5月29日、清華大学附属中学（日本の高等学校に相当）の学生たちがこの動きを支持するために秘密裏に紅衛兵を組織したのが始まりである。紅衛兵という名称は、当時清華大学附属中学学生だった回族（イスラム教を信仰する少数民族）出身の張承志の発案だと、本人が述べている。同年6月には北京地質学院附属中学、北京石油学院附属中学、北京大学附属中学、北京鉱業学院附属中学、北京第25中学の学生が「紅衛兵」「紅旗」「東風」などの秘密結社を相次いで設立した。
紅五類（労働者、貧農・下層中農、革命幹部、革命軍人、革命烈士、およびその子女）であり紅衛兵団体の加入認証を得た者が紅衛兵となる。対して地主、富豪、反動分子、悪質分子、右派分子、およびその子女は黒五類とされ、出身のみの理由で吊るし上げの対象となった。親が黒五類であることを告発・糾弾して、出身にもかかわらず紅衛兵となった例もあるとされるが、稀である。
北京の紅衛兵は『毛主席語録』を掲げて「破四旧（四旧打破）」（旧い思想・文化・風俗・習慣の打破）を叫んで街頭へ繰り出し、劉少奇や鄧小平に代表される実権派、反革命分子を攻撃した。人民服ではなく、ジーンズをはいた若者を「西洋的」であるとして取り囲んで服を切り刻んだり、貴重な文化財を片っぱしから破壊し（文化浄化）、果ては多くの人々に暴行を加え死傷させた。人を窓から放り投げる、放射性物質のある部屋に監禁する事例もあった。同年8月1日、中国共産党中央委員会主席毛沢東は清華大学付属中学紅衛兵に書簡を送り、「造反有理（造反にこそ道理あり）」として支持を表明した。のちにこの言葉に「革命無罪（革命に罪なし）」が付随した。8月12日、中国共産党中央委員会全体会議が発表した「プロレタリア文化大革命に関する決定」でも革命的青少年が大字報・大弁論の形式で「資本主義の道を歩む実権派」を攻撃することを擁護し、紅衛兵運動は党に公認された。
1966年8月18日、天安門広場で約100万人の紅衛兵が集会を始めると、同年11月26日まで8回もの集会が行われた。毛沢東は紅衛兵延べ1000万人と北京の天安門広場で会見し、紅衛兵運動は全国に拡大する。しかし、紅衛兵運動は派閥に分裂し、大規模な武力闘争（武闘）を繰り返すようになり、毛沢東にも統制できなくなった。各派閥が「自分達の方がより革命的である」ことを証明するために他のグループよりさらに過激な運動に走ったり、敵対派閥を「反革命的だ」と攻撃するような事態に陥ったためである。最終的には毛沢東の父が富農だったことを批判する壁新聞まで出現し、もはや毛沢東すら紅衛兵をコントロールできない事が明らかになってしまった。武闘の結果、大量の死者が発生してもいた（重慶の文革墓群は、現存する唯一の武闘犠牲者集団墓地である）。紅衛兵は中南海、紫禁城、核開発関連の軍事施設への侵入を試み、毛沢東の護衛を担当する8341部隊はこれを撃退していた。
1967年2月までには中国共産党政府は人民解放軍を投入して紅衛兵を排除することを決定し、同年9月5日に中央軍事委員会主席の毛沢東は中国に秩序を回復させることを人民解放軍に命じ、人民解放軍と紅衛兵の武力衝突が起き、広西チワン族自治区では人民解放軍が多数の紅衛兵を処刑した。
1968年から1969年にかけては狂信的な紅衛兵残党の追放を画策した毛沢東によって知識青年上山下郷運動が展開され、農村支援の名目のもとに約1600万の学生が農村や辺境に駆り出され、多くの学生は過酷な環境に適応できなかったために亡くなった。
文革終結後の1978年8月19日、中共中央は共産主義青年団第10回大会準備委員会「紅衛兵問題についての指示を請う報告」を承認、各地で再建され始めた共産主義青年団との組織重複も目立った紅衛兵組織の取り消しを全国に伝達した。

## 関連文献
- 『ビートルズを知らなかった紅衛兵：中国革命のなかの一家の記録』唐亜明著、岩波書店（同時代ライブラリー：9）、1990年、ISBN 4002600092
- 『私の紅衛兵時代：ある映画監督の青春』陳凱歌著、講談社（新書）、1990年、ISBN 4061490087
- 『紅衛兵の時代』張承志著、岩波新書、1992年、ISBN 9784004302223
- 『文化大革命』矢吹晋著、講談社（現代新書）1989年、ISBN 4061489712
- 『中国文化大革命事典』陳東林他主編、加々美光行監修、西紀昭他訳、中国書店、1996年、ISBN 4924779326